# محیط (فیلم ۲۰۲۰)
Ambiancé یک فیلم تجربی است که توسط کارگردان سوئدی آندرس وبرگ کارگردانی شده است.   تاریخ اکران این فیلم ۳۱ دسامبر ۲۰۲۰ است و مدت زمان آن ۸۵۷ ساعت یا ۳۵ روز خواهد بود و در سطح جهانی نمایش داده می شود.   پس از پایان اکران اولیه فیلم ، وبرگ تنها نسخه موجود از کل فیلم را نابود می کند ، که به گفته وی این فیلم "طولانی ترین فیلم ساخته شده است که وجود ندارد".  وی همچنین اظهار داشته است که این آخرین فیلم وی خواهد بود. این دومین فیلم طولانی است که پس از لجستیک ساخته شده است. 

## توسعه و انتشار
وبرگ اظهار داشت که او Ambiancé را به عنوان اعتراض به بازآفرینی فیلم های قدیمی و کلاسیک ساخته است. 
تا سال ۲۰۱۶ وبرگ ادعا کرده است که ۴۰۰ ساعت از فیلم را به اتمام رسانده است و برای تکمیل فیلم تا تاریخ اکران باید هر هفته ۷ تا ۸ ساعت فیلم خام فیلمبرداری کند. وبرگ دو تریلر از این فیلم منتشر کرده است که اولین قسمت در سال ۲۰۱۴ منتشر شده و ۷۲ دقیقه طول دارد. وی تریلر دوم را در سال ۲۰۱۶ منتشر کرد که ۴۴۰ دقیقه بود (۷ساعت و ۲۰دقیقه) و اظهار داشت که یک تریلر ۷۲ ساعته را در سال ۲۰۱۸ منتشر خواهد کرد اما این هرگز پخش نشد. تریلر دوم شامل یک برداشت بود و هیچ کاتی نداشت.